# Poecilomorpha hirsuta
Poecilomorpha hirsuta is een keversoort uit de familie halstandhaantjes (Megalopodidae). De wetenschappelijke naam van de soort werd in 1898 gepubliceerd door Martin Jacoby.